# San Buenaventura (Hidalgo)
San Buenaventura es una localidad de mexicana, localizada en el municipio de Tepeji del Río de Ocampo en el estado de Hidalgo.

## Geografía
Se encuentra en la región geográfica del Valle del Mezquital; a la localidad le corresponden las coordenadas geográficas 19°49′19.063″ de latitud norte y 99°19′32.15″ de longitud oeste; con una altitud de 2181 m s. n. m. Cuenta con un clima templado subhúmedo con lluvias en verano, de humedad media.
En cuanto a fisiografía se encuentra en la provincia del Eje Neovolcánico, dentro de la subprovincia de Lagos y Volcanes de Anáhua; su terreno es de lomerío. En lo que respecta a la hidrografía se encuentra posicionado en la región del Pánuco, dentro de la cuenca del río Moctezuma, y en la subcuenca del río El Salto.

## Demografía
En 2020 registró una población de 4362 personas, lo que corresponde al 4.82 % de la población municipal; de los cuales 2121 son hombres y 2241 son mujeres.
| Gráfica de evolución demográfica de San Buenaventura entre 1900 y 2020                       |
|                                                                                              |
| Población de los censos y conteos del Instituto Nacional de Estadística y Geografía (INEGI). |